# Štefan Kováč
Štefan Kováč (* 14. srpna 1940) byl slovenský a československý lékař, politik Veřejnosti proti násilí a poslanec Sněmovny lidu Federálního shromáždění po sametové revoluci.

## Biografie
K roku 1990 je profesně uváděn jako pracovník Krajské pedagogicko-psychologické poradny. V roce 1989 byl členem Krajského koordinačního centra VPN v Banské Bystrici.
V lednu 1990 zasedl v rámci procesu kooptací do Federálního shromáždění po sametové revoluci do Sněmovny lidu (volební obvod č. 162 - Banská Bystrica, Středoslovenský kraj) jako bezpartijní poslanec (respektive poslanec za hnutí Veřejnost proti násilí). Ve Federálním shromáždění setrval do konce funkčního období, tedy do svobodných voleb roku 1990.